# Al Ahly Sporting Club (handball)
Pour les articles homonymes, voir Al Ahly.
Maillots
Dernière mise à jour : 25 mai 2025.
Les sections de handball de l'Al Ahly Sporting Club est un club de handball basé au Caire en Égypte. Aussi bien chez les hommes que chez les femmes, il s'agit du club le plus titré du handball égyptien.

## Section masculine

### Palmarès
| Compétitions internationales | Compétitions nationales |
| - Coupe du monde des clubs - Finaliste : 2007 - Ligue des champions d'Afrique - Vainqueur (7) : 1985, 1993, 1994, 2012, 2016, 2023 et 2024 - Finaliste en 2013, 2014 et 2018 - Coupe d'Afrique des vainqueurs de coupe - Vainqueur (4) : 2013, 2017, 2018, 2021 - Finaliste en 1985, 2001, 2014, 2015, 2019, 2022 et 2023 - Supercoupe d'Afrique - Vainqueur (5) : 2017, 2022, 2023, 2024 et 2025 - Finaliste (5) 2013, 2014, 2018, 2019, 2021 | - Championnat d'Égypte - Vainqueur (26) : 1969, 1974, 1978, 1982, 1984, 1986, 1988, 1992, 1993, 1994, 1997, 1998, 2000, 2002, 2003, 2004, 2006, 2008, 2013, 2014, 2015, 2017, 2018, 2023, 2024, 2025 - Deuxième : 1970, 1977, 1980, 1981, 1983, 1985, 1999, 2001, 2005, 2009, 2010, 2016, 2019, 2020, 2021, 2022... - Coupe du 25 janvier : (1) : 2011 - Coupe d'Égypte - Vainqueur (11) : 1996, 1998, 2000, 2005, 2009, 2014, 2019, 2020, 2021, 2023, 2025 - Finaliste : ... |
| Compétitions régionales | Autres compétitions |
| - Championnat arabe des clubs champions - Vainqueur (5) : 1993, 1994, 1995, 1998, 2010 - Finaliste en 1986, 1999. - Coupe arabe des clubs vainqueurs de coupe - Vainqueur (3) : 1996, 1997, 2011 | - Coupe de la fédération (3) : 2015, 2016, 2017 - Coupe d'excellence égyptienne : 2002/2003 |

### Personnalités liés à la section
Parmi les joueurs célèbres, on trouve :
- Sameh Abdel-Warès: de 1989 à 1997 et de 1999 à ?
- Mohamed Bakir El-Nakib : de 2007 à 2008 et de 2012 à 2013
- Eslam Issa : de 2009 à 2013 et de 2018 à ?
- Ashraf Mabrouk
- Hassan Mabrouk Awaad (en)
- Hazem Mabrouk Awaad (en)
- Hassan Moustafa
- Gohar Nabil (en)
- Hany El-Fakharany (en)
- Mohamed Ibrahim Ramadan (en) : de 2006 à ?
- Ali Zein : de 2008 à 2013

Parmi les entraîneurs, on trouve :
- Ola Lindgren : de 2019 à 2020
- Daniel Gordo (de) : d'avril à octobre 2022
- David Davis : d'octobre 2022 à 2024
- Stefan Madsen (en) : de 2024 à 2025

## Section féminine

### Palmarès
| Compétitions internationales                                                                               | Compétitions nationales |
| - Coupe des clubs champions d'Afrique - Vainqueur (1) : 1979 - Supercoupe d'Afrique - finaliste (1) : 2025 | - Championnat d'Égypte (44) : 1962, 1969, 1970, 1971, 1972, 1973, 1974, 1975, 1976, 1977, 1978, 1980, 1989, 1990, 1992, 1993, 1995, 1996, 1997, 1998, 1999, 2000, 2001, 2002, 2003, 2004, 2005, 2006, 2007, 2008, 2009, 2010, 2011, 2012, 2013, 2014, 2015, 2016, 2017, 2018, 2019, 2021, 2023, 2024, 2025 - Coupe d'Égypte (34) : 1985-86, 1986-87, 1988-89, 1989-90, 1990-91, 1991-92, 1992-93, 1993-94, 1994-95, 1995-96, 1997-98, 1999-00, 2000-01, 2001-02, 2002-03, 2003-04, 2004-05, 2005-06, 2006-07, 2007-08, 2008-09, 2009-10, 2010-11, 2011-12, 2012-13, 2013-14, 2014-15, 2015-16, 2016-17, 2017-18, 2018-19, 2020-21, 2022-23, 2023-24, 2024-2025 - Supercoupe d'Égypte : (2) : 2015–16, 2016–17. |

## Présidents
Les présidents du club omnisports depuis 1907 sont :
| Rang | Nom                       | Période   |
| ---- | ------------------------- | --------- |
| 1    | Mitchel Ince              | 1907-1908 |
| 2    | Aziz Ezzat Pasha          | 1908-1916 |
| 3    | Abdel Khaliq Sarwat Pacha | 1916-1922 |
| 4    | Jaafar Wali Pacha         | 1922-1940 |
| 5    | Ahmed Fouad Anwar         | 1940-1941 |
| 6    | Jaafar Wali Pacha         | 1941-1944 |
| 7    | Ahmed Hasanain Pacha      | 1944-1947 |
| 8    | Ahmed Abboud Pacha        | 1947-1961 |
| 9    | Salah Eldine Al Desouky   | 1962-1965 |

| Rang | Nom                          | Période     |
| ---- | ---------------------------- | ----------- |
| 10   | Gen. Abd Al Mohsen Mortagy   | 1965-1967   |
| 11   | Dr. Ibrahim Kamel Al Wakeel  | 1967-1971   |
| 12   | Gen. Abd Al Mohsen Mortagy   | 1971-1980   |
| 13   | Saleh Selim                  | 1980-1988   |
| 14   | Mohamed Abdou Saleh Al Wahsh | 1988-1992   |
| 15   | Saleh Selim                  | 1992-2002   |
| 16   | Hassan Hamdy                 | 2002-2014   |
| 17   | Mahmoud Taher                | 2014-2017   |
| 17   | Mahmoud El Khatib            | depuis 2017 |

## Identité du club

### Logos
Al Ahly a opté dès son origine comme couleurs le Rouge et le Blanc du drapeau égyptien de l'époque.
Al Ahly a utilisé plusieurs écussons au cours de son histoire. Le premier, adopté en 1907, a été utilisé jusqu'à la révolution de 1952, date à laquelle on retire du logo la couronne du roi qui s'y trouvait initialement. En 2007, un nouvel écusson est dévoilé à l'occasion du centenaire du club. Ce logo a subis plusieurs légères modifications à travers les années, jusqu'en 2023 ou le club a annoncé un nouveau logo exclusive pour la section football, en laissent l'autre logo pour les autres sections.

1913-1952
1952-2007
Ancien logo avec l'inscription «Club du siècle»
2007-2022 Logo actuel du club omnisports et ancien logo de la section football
Logo de la section football depuis 2023